# 歐胡吸蜜鳥
歐胡吸蜜鳥（Moho apicalis）是夏威夷一種已滅絕的吸蜜鳥。

## 描述
雄性歐胡吸蜜鳥長約30.5厘米。雙翼長10.5-11.4厘米，嘴長3.5-3.8厘米，踝骨長3.4-3.8厘米。雌性歐胡吸蜜鳥較為細小。牠們的羽毛主要呈黑色。尾羽呈褐色，中央尾羽尖端白色。在腋羽下有一簇白羽。兩側及尾下有深黃色的羽毛。喙及腳都呈黑色。

## 棲息地
歐胡吸蜜鳥生活在歐胡島的山區森林。

## 滅絕
當約翰·古爾德（John Gould）於1860年第一次描述歐胡吸蜜鳥時，牠們已經消失了接近30年。最後確實的觀察紀錄是來自德國自然學家Ferdinand Deppe於1837年在檀香山所搜集的三隻歐胡吸蜜鳥的標本。
1880年至1890年所進行的研究發現歐胡吸蜜鳥已經滅絕。現時共有七個標本存放在柏林、倫敦、紐約及美國的劍橋。
歐胡吸蜜鳥的滅絕能是因鳥類疾病、棲息地破壞、伐林及被大家鼠掠食或獲殺所致。

## 外部連結
- Oahu Nature Tours
- BirdLife species factsheet （页面存档备份，存于）